# Gruffudd Dwnn
Gruffudd Dwnn (auch Griffith Dwnn) (* um 1385; † um 1448) war ein walisischer Adliger und Soldat.

## Herkunft
Dwnn entstammte der alten walisischen Familie Dwnn, die zu den führenden Familien in Kidwelly gehörte. Sein Vater Maredudd Dwnn starb vermutlich bereits um 1401.

## Leben
Dwnn unterstützte 1403 während der Rebellion von Owain Glyndŵr seinen Großvater Henry Dwnn bei der vergeblichen Belagerung von Kidwelly Castle. Nach dem Scheitern der Rebellion wurde er wie sein Großvater 1413 begnadigt, musste aber weiter die hohe Strafe abzahlen, die seinem Großvater auferlegt worden war. Während des Hundertjährigen Kriegs nahm er 1415 an dem Feldzug von König Heinrich V. in Frankreich und an der Schlacht von Agincourt teil. 1421 erhielt er vom Parlament das Privileg, als Waliser in England sowie in den englischen Boroughs in Wales Grundbesitz zu erwerben. Während des Kriegs mit Frankreich war er 1424 Lieutenant von Cherbourg, 1437 Captain von Charentonne und 1438 von Tancarville. In Wales war er 1426 sowie von 1432 bis 1435 Sheriff von Carmarthenshire. 1430 wurde er Constable von Kidwelly Castle und Stellvertreter seines Schwiegervaters Sir John Scudamore als Constable von Carmarthen Castle. Als Vogt sollte er Misswirtschaft in Talley Abbey und später im Priorat von Carmarthen untersuchen. Während der weiteren Kämpfe in Frankreich führte er 1440 während der Belagerung von Harfleur eine walisische Streitmacht, die eine französische Entsatzarmee schlug und deren Anführer Raoul de Gaucourt gefangen nahm, was zum Fall der Stadt führte. Von 1441 bis 1442 war er in Lisieux und 1443 in Neufchâtel. 1445 wurde er selbst bei Dieppe gefangen genommen und durch Sir Walter Devereux für 400 goldene saluts d’or ausgelöst.
Trotz seines langen Militärdienstes sollte er 1439 immer noch die Strafe seines Großvaters begleichen, erst 1445 wurde ihm die Strafe erlassen. Richard von York übertrug ihm 1437 Besitzungen bei Alençon und später die Herrschaft Arqueville und die Lehen Ortier and Fervaques in der Normandie. In Wales erwarb er die Herrschaft Traean mit Teilen der Stadt St Clears. 1445 diente er Richard von York als Steward von Usk. Zeitweise betätigte er sich als Händler, der mit seinem eigenen Schiff, Le George, Rotwein aus der Gascogne nach Carmarthen importierte. Nach 1446 wird er nicht mehr erwähnt, sein genaues Todesjahr ist unbekannt, doch wurde er in der Kirche von Kidwelly begraben.

## Familie und Nachkommen
Er heiratete Joan (Janet) Scudamore, eine Tochter von John Scudamore. Er hatte mehrere Kinder, darunter vier Söhne:
- Robert, 1471 Constable von Cardigan Castle
- Henry
- Sir John Donne
- Dafydd